# The Living and the Dead (film)
The Living and the Dead è un film del 2006 diretto da Simon Rumley.
La pellicola è un thriller psicologico sceneggiato dallo stesso regista, che l'ha dedicata ai suoi genitori, David e Sheila.
Il protagonista è interpretato da Leo Bill, attore che si è fatto notare con questo film, a seguito del quale ha avuto una parte anche in Alice nel Paese delle Meraviglie di Tim Burton.

## Trama
James è il figlio schizofrenico del ricco Donald, che possiede un grande maniero, ma che è sull'orlo della bancarotta. La madre di James, Nancy, è malata e costretta su una sedia a rotelle. Quando il padre parte per lavoro, manda un'infermiera ad aiutare Nancy, ma James crede di poter fare l'"uomo di casa" e, dopo aver chiuso da dentro tutte le porte di casa, comincia ad aiutare la madre "a modo suo", ovvero somministrandole troppi farmaci e senza badare ai suoi bisogni più importanti, essendo occupato ad impedire l'accesso all'infermiera. Quest'ultima chiama la polizia e Donald, che entrano in casa trovando James e la madre nascosti mentre lei è stremata dal dolore.
James, mentre la madre viene operata d'urgenza per risanarla dall'intossicazione subita, decide di lasciarsi andare, somministrando a sé stesso farmaci di ogni tipo. A questo punto sviene e vede in un sogno una realtà onirica e luccicante in cui sua madre gli dice di non seguirla per non fare male a entrambi, e quando lui lo fa vede un letto sul quale sono stesi in modo funerario tutti e tre i protagonisti. James e Donald ad un certo punto si alzano e cominciano una sceneggiata che sembra quasi uno scambio di ruoli, mettendosi attorno a Nancy mentre James è disperato e Donald sembra quasi felice e, ripetitivamente, dice "È morta" in modo infantile, mentre alcuni dialoghi dei personaggi si sentono nell'aria. Quando James si alza, la madre è quasi totalmente guarita anche dalla sua malattia, e cerca di dare dei farmaci a James che però, brandendo un coltello, la uccide. Quando incontra anche il padre, accoltella anche lui, senza ucciderlo.
Giorni dopo, degli infermieri prelevano James per portarlo al funerale della madre e dopo aver detto al padre "mi dispiace di averti deluso", vede una proiezione di Nancy in mezzo al cimitero che lo chiama e lui va verso di lei. A questo punto, con un coltello immaginario, la madre uccide il figlio, che in realtà ha davvero un coltello, che comincia a brandire a caso fino a colpirsi per sbaglio, uccidendosi.
Qualche anno dopo si vede Donald, depresso e malato mentale, che sta per essere portato via, come il figlio. Dopo aver accoltellato, senza ucciderlo, un infermiere, l'infermiera Mary lo convince a lasciare la casa.

## Curiosità
- Il film è costato circa 650.000 sterline ed è stato girato fra il 5 ed il 23 settembre 2005 pressoché interamente alla Tottenham House di Savernake (Wiltshire).
- Il regista avrebbe voluto girare il film a Luton Hoo, più nota come location del film Gosford Park (2001), ma al tempo era stata chiusa alle riprese cinematografiche.
- Delle 250 stanze della Tottenham House il regista ne ha utilizzate solo 8.
- Il regista ha detto che lo script è influenzato da registi come David Lynch e poeti come Samuel Beckett.

## Riconoscimenti
- Austin Fantastic Fest
  - Miglior film
  - Miglior regia
  - Miglior trucco
  - Miglior attore (Leo Bill)
  - Miglior attrice non protagonista (Kate Fahy)